# Furkan Aldemir
Furkan Aldemir est un joueur turc de basket-ball né le 9 août 1991 à İzmir. Aldemir mesure 2,08 m et joue aux postes d'ailier fort et de pivot.

## Biographie
Aldemir commence sa carrière professionnelle au Pınar Karşıyaka, club de la ville d'İzmir.
En juillet 2010, il participe au Championnat d'Europe des 20 ans et moins avec l'équipe turque. Il est le meilleur rebondeur de la compétition avec 11,6 prises par rencontre (il marque aussi 13,9 points par rencontre) mais la Turquie finit à la 13e place.
Lors de la saison 2010-2011, il marque en moyenne 8,6 points et prend 8 rebonds, ce qui en fait le 7e meilleur rebondeur du championnat turc de première division.
En juin 2011, il signe un contrat de 4 ans avec Galatasaray. Le mois suivant, il participe au Championnat d'Europe des 20 ans et moins avec l'équipe turque. L'équipe finit à la 6e place. Aldemir prend 15,9 rebonds et marque 14,8 points en moyenne par rencontre. Il est le meilleur rebondeur de ce championnat d'Europe, mais aussi de tous les championnats d'Europe des 20 ans et moins. Aldemir est nommé dans le meilleur cinq de la compétition avec le meilleur joueur, l'Espagnol Nikola Mirotić, l'Italien Alessandro Gentile, le Monténégrin Bojan Dubljević et le Français Evan Fournier.
En janvier 2012, après un bon début de saison, à la fois en première division turque et en Euroligue, Aldemir est choisi dans l'équipe turque du All-Star Game de la première division turque.
Il est choisi au second tour de la Draft 2012 de la NBA (53e position) par les Clippers de Los Angeles.
Aldemir termine meilleur rebondeur du Top 16 de l'Euroligue 2013-2014 rapporté au nombre de minutes jouées.
En août 2014, Aldemir renouvelle son contrat avec Galatasaray en y signant pour deux ans avec une année supplémentaire optionnelle.
Aldemir quitte Galatasaray le 1er décembre 2014 et deux semaines plus tard, signe un contrat avec les 76ers de Philadelphie, équipe évoluant en NBA.
En novembre 2015, Aldemir signe un contrat de 4 ans avec le Darüşşafaka S.K., club de première division turque jouant en Euroligue.